# Кингисеппско-Гдовская операция
Кингисеппско-Гдовская операция — фронтовая наступательная операция войск Ленинградского фронта против войск 18-й немецкой армии, проводившаяся 1 февраля—1 марта 1944 года с целью разгрома немецкой группы армий «Север», полного снятия блокады Ленинграда и освобождения Ленинградской области. Является частью Ленинградско-Новгородской стратегической наступательной операции.

## Военно-оперативная ситуация
До конца января совместными усилиями войска Ленинградского и Волховского фронтов отбросили немецкие войска от Ленинграда на 70-100 километров и освободили основные коммуникации, связывающие город со страной. 27 января 1944 года было официально объявлено, что Ленинград полностью освобождён от вражеской блокады. Хотя операция развивалась не так стремительно, как планировалось, войска двух фронтов создали предпосылки для дальнейшего успешного наступления.
Вместе с тем, войска 2-го Прибалтийского фронта в январе успеха не достигли, но своими активными действиями сковали основные силы 16-й армии Вермахта, чем способствовал успеху наступления в районе Ленинграде и Новгорода.
Части 18-й армии Вермахта понеся тяжёлые потери сумели, отступая от одного промежуточного рубежа к другому, избежать окружения и сохранили значительную часть своего боевого потенциала. Однако положение 18-й армии оставалось угрожающим. Потеря Красногвардейска привела к развалу сплошного фронта немецкой обороны — основа армии (около 14 дивизий) отступила с востока, северо-востока и севера в Луги, а западная часть группировки (около 5-6 дивизий) развалилась на отдельные, не связанные между собой мелкие боевые группы, и отступали на запад до Нарвского плацдарма.
К 30 января в районе Нарвы сосредоточилась западное часть армии, в состав которого вошли сильно потрёпанные в боях 61-я, 170-я, 225-я и 227-я пехотные дивизии, 9-я и 10-я авиаполевые дивизии Люфтваффе и 23-я добровольческая моторизованная дивизия СС «Недерланд» (1-я голландская). Командование группы армий «Север» свело все эти дивизии в армейскую группу «Нарва», усилив резервами, перебросило на оборону района между озером Чудско-Псковским озером и Финском заливом.
30 января командующий группой армий «Север» Г. фон Кюхлер на встрече с А.Гитлером попросил разрешения отвести войска на линию Пантера — Вотан, но получил отказ. Гитлер считал, что необходимо удержать «Лужский рубеж» и стабилизировать фронт. Поскольку Г. фон Кюхлер считал приказ невыполнимым, он был отправлен в отставку. Новый командующим группой армий «Север» был назначен В. Модель, который сразу же отдал распоряжение войскам без приказа не делать ни одного шага назад.

## Силы сторон

### РККА
Ленинградский фронт (командующий генерал армии Л. А. Говоров)
- 2-я ударная армия (командующий генерал-лейтенант Федюнинский И. И.)
- 42-я армия (командующий генерал-полковник Масленников И. И.)
- 8-я армия (командующий генерал-лейтенант Стариков П. Н.)
- 59-я армия (командующий генерал-лейтенант Коровников И. Т.)
- 54-я армия (командующий генерал-лейтенант Рогинский С. В.)
- 67-я армия (командир генерал-лейтенант Свиридов В. П.)
- 13-я воздушная армия (командующий генерал-лейтенант авиации Рыбальченко С. Д.)

### Вермахт
18-я армия (командующий генерал от инфантерии Георг Линдеман)
- - 26-й армейский корпус (командир Генерал от инфантерии Мартин Гразе, с 15 февраля генерал от инфантерии А. Грассер)
  - 28-й армейский корпус (командир генерал артиллерии Герберт Лох)
  - 38-й армейский корпус (командир генерал артиллерии К. Херцог)
  - 50-й армейский корпус (командир Генерал от инфантерии В. Вегенер)
  - 54-й армейский корпус (с 23 февраля 1944 года армейская группа «Нарва» (командир генерал от инфантерии О. Шпонгеймер, с 23 февраля 1944 года генерал от инфантерии Й. Фриснер)
  - 3-й танковый корпус СС (командир СС-обергруппенфюрер Ф.Штайнер)
  - Добровольческая моторизованная бригада СС «Недерланд» (командир СС-штандартенфюрер Й.Фитцрум)
- части 1-го воздушного флота (командующий генерал авиации К. Пфлюгбейл)

## Ход операции
31 января 1944 года войска 42-й армии форсировали реку Луга и продолжили наступление, преследуя отступающие к Нарве части немецкого 50-го армейского корпуса. За несколько дней советские войска при поддержке партизанских соединений значительно продвинулась вперёд, освободили Ляды, Сара-Гору, Гдов и достигли побережья Чудского озера.
В начале февраля командование фронтом поставило 42-й армии новую задачу — обойти Лужскую группировку с запада и северо-запада и содействовать войскам 67-й армии и Волховского фронта в овладении Лугой. Учитывая это соединения армии продолжили наступление силами 108-го корпуса из района Ямма на Псков, а силами 123-го и 116-го стрелковых корпусов — из района Ляды на юго-восток с задачами овладеть Плюсса, Струги Красные и перерезать дорогу Луга — Псков.
Наступление 42-й армии поставил под угрозу окружения основных сил 18-й немецкой армии. Понимая это, Модель отдал приказ своим войскам любой ценой удержать коммуникации между Лугой и Псковом. Для этого в районе Луги были оставлены 11-я, 212-я и 215-я пехотные дивизии, а 13-я авиаполевая, 24-я, 58-я, 21-я и 207-я пехотные дивизии спешно начали занимать оборону от района к западу от Луги до Чудского озера. При этом части 12-й танковой, 12-й авиаполевой и 126-й пехотной дивизий должны были нанести контрудар от восточного побережья Чудского озера в северном направлении.
7 февраля германские войска, ведя подготовку к контрнаступлению, были атакованы частями 42-й армии в районе Ямма. На реке Желча завязались ожесточённые бои между частями 108-го стрелкового корпуса и немецкой 207-й пехотной дивизии, а между Лугой и рекой Плюсса 116-й и 123-й стрелковые корпуса наступали в направлении Струг Красных, атаковали позиции 13-й авиаполевой и 58-й пехотной дивизий.
10 февраля части 12-й танковой дивизии контратаковали 196-ю и 128-ю стрелковые дивизии 108-го стрелкового корпуса в районе Ямма, но лишь несколько задержали наступление советских войск. К 12 февраля соединения 108-го стрелкового корпуса, оттеснив противника на юг, заняли Подборовье, а силами одной стрелковой дивизии — небольшой плацдарм на западном побережье Чудского озера.
По рубежу реки Плюсса держала оборону немецкая 58-я пехотная дивизия. Её усилили 21-я и 24-я пехотные дивизии, переброшенные в этот район для проведения контрудара. 8-15 февраля в результате ожесточённых боёв части 116-го и 123-го стрелковых корпусов прорвали оборону противника в районе Заруденье — Березицы — Ореховно и разбили три немецкие дивизии. Часть немецкой 58-й пехотной дивизии попала в окружение. Немецкое командование бросило в бой 13-ю авиаполевую дивизию и части 12-й танковой дивизии с задачей восстановить положение, но они, понеся большие потери, выполнить поставленную задачу не смогли. Более того, моторизованный полк 12-й танковой дивизии также оказался в окружении.
13 февраля немецкие части, бросив танки и артиллерию, попытались прорваться в направлении Струг Красных, переправившись через озеро Чёрное, но лишь немногим удалось вырваться из окружения. До 15 февраля дивизии двух стрелковых корпусов 42-й армии, уничтожив окружённые части противника, продолжили наступление в направлениях Струг Красных и Плюсса.
Одновременно с 42-й армией на Лугу с севера и северо-востока наступали соединения 110-го, 117-го стрелковых корпусов 67-й армии. Встретив упорное сопротивление противника на рубеже Красные Горы — Долговка, соединения 67-й армии продвигались вперёд с большими трудностями и только до 11 февраля вышли на подступы к Луги.
Наступление 42-й и 67-й армии поставил немецкие войска в районе Луги в критическое положение. Командование группы армий «Север» потеряло последнюю возможность удержать «Лужский рубеж» и остановить наступление советских войск. Вместе с тем, хотя частям 123-го и 116-го стрелковых корпусов 42-й армии удалось выйти к окраинам Плюсса, перерезать железную дорогу на Псков им не удалось. Таким образом, у частей 18-й немецкой армии оставалась возможность отступления из района Луги.
Наступление советских войск на Лугу по-прежнему развивалось с большим трудом — противник оказывал ожесточённое сопротивление и осуществлял постоянные контратаки. Несмотря на то, что окружить немецкие войска ни в районе Луги, ни в районе юго-западнее озера Ильмень советским войскам так и не удалось, основные силы 18-й армии были поставлены в критическое положение. В такой ситуации В.Модель был вынужден отдать приказ своим войскам начать отступление из Луги в сторону Пскова.
12 февраля Луга была освобождена частями 67-й и 59-й армий. После завершения боёв за город Луга, 13 февраля 1944 года Директивой Ставки ВГК № 220023 Волховский фронт был расформирован. Ленинградскому фронту переданы 54-я, 59-я и 8-я армии, 2-я прибалтийскому фронту — 1-я ударная армия. Управление фронта было переведено в резерв Ставки ВГК.

#### Наступление на Нарвском направлении
На северном фланге советских войск, наступавших, в ночь на 1 февраля части 109-го стрелкового корпуса (переданного в состав 2-й ударной армии из состава 42-й армии) при поддержке 152-й танковой бригады после артподготовки атаковали и благодаря умелому обходному манёвру взяли штурмом Кингисепп. Несмотря на то, что немецкие войска не сумели организовать оборону по реке Луга, арьергардные отряды сумели упорной обороной Кингисеппа остановить продвижение советских войск, что позволило основным силам 54-го армейского корпуса и 3-го танкового корпуса СС занять прочную оборону вдоль западного берега реки Нарвы.
Преследуя отступающего противника два корпуса 2-й ударной армии к 3 февраля вышли к реке Нарва. 43-й стрелковый корпус форсировал реку севернее города Нарвы и занял на её противоположном берегу два плацдарма, а 122-й стрелковый корпус, переправившись через реку, захватил два плацдарма южнее города. Отбив все контратаки противника, советские части прочно закрепились на плацдармах. Однако, немецким войскам, которые получили для усиления обороны в этом районе моторизованную дивизию «Фельдхернхалле» из состава группы армий «Центр» и один полк 58-й пехотной дивизии, удалось удержать в своих руках плацдарм на восточном берегу реки Нарва в районе Ивангорода.
11 февраля войска 2-й ударной армии, усиленные 30-м гвардейским стрелковым корпусом, начали масштабное наступление с целью расширения плацдармов на западном берегу реки Нарвы, выхода на рубеж Йыхви — Атсалама — Каукси и дальнейшего наступления в направлении Раквере. Немецкие войска, объединённые под единым командованием в оперативную группу «Шпонхаймер» (по фамилии командующего 54-го армейского корпуса Отто Шпонгеймера), готовились защищать границу на реке Нарва до последней возможности.
За несколько дней ожесточённых боёв советские войска сумели добиться лишь локальных успехов. Дальнейшее наступление было остановлено упорным сопротивлением 227-й пехотной дивизии и танковой бригадой СС «Недерланд». На юго-запад от города вели наступление части 109-го и 122-го стрелковых корпусов, которые совместными усилиями сумели продвинуться вперёд на 12 километров, но большего добиться не смогли. Немецкие части 17-й пехотной дивизии, моторизованная дивизия «Фельдхернхалле» и 11-я моторизованная дивизия СС «Нордланд» сумели остановить наступление советских войск на этом направлении.
Попытка советского командования высадить десант у деревни Мерикюла на побережье Нарвского залива в ночь с 13 на 14 февраля завершилась полной катастрофой. Только около 450 человек удалось высадить на берег. Оказавшись без связи и огневой поддержки, небольшой десант был окружён и через 4 дня почти полностью уничтожен. 16 февраля прекращается последнее организованное сопротивление десанту. Уцелевшие бойцы пытались мелкими группами и в одиночку через местность, где было большое количество немецких войск, пробраться к линии фронта, это почти никому не удалось.

## Результаты операции
В результате операции советские войска нанесли тяжёлое поражение 18-й армии Вермахта, отбросили противника от Ленинграда на 220—280 километров, были освобождены города Кингисепп (1 февраля) и Гдов (4 февраля), значительная территория Ленинградской области.